# Петтібон (Північна Дакота)
Петтібон (англ. Pettibone) — місто (англ. city) в США, в окрузі Кіддер штату Північна Дакота. Населення — 60 осіб (2020).

## Географія
Петтібон розташований за координатами 47°6′58″ пн. ш. 99°31′13″ зх. д. / 47.11611° пн. ш. 99.52028° зх. д. (47.116067, -99.520263).  За даними Бюро перепису населення США в 2010 році місто мало площу 0,45 км², уся площа — суходіл.

## Демографія
Згідно з переписом 2010 року, у місті мешкало 70 осіб у 39 домогосподарствах у складі 18 родин. Густота населення становила 156 осіб/км².  Було 62 помешкання (138/км²).
Расовий склад населення:
| - 98,6 % — білих |

До двох чи більше рас належало 1,4 %. Частка іспаномовних становила 2,9 % від усіх жителів.
За віковим діапазоном населення розподілялося таким чином: 12,9 % — особи молодші 18 років, 47,1 % — особи у віці 18—64 років, 40,0 % — особи у віці 65 років та старші. Медіана віку мешканця становила 57,0 року. На 100 осіб жіночої статі у місті припадало 100,0 чоловіків;  на 100 жінок у віці від 18 років та старших — 96,8 чоловіків також старших 18 років.
Середній дохід на одне домашнє господарство  становив 36 774 долари США (медіана — 26 250), а середній дохід на одну сім'ю — 54 444 долари (медіана — 45 000). За межею бідності перебувало 9,5 % осіб, у тому числі 0,0 % дітей у віці до 18 років та 19,0 % осіб у віці 65 років та старших.
Цивільне працевлаштоване населення становило 31 особа. Основні галузі зайнятості: сільське господарство, лісництво, риболовля — 25,8 %, роздрібна торгівля — 16,1 %, освіта, охорона здоров'я та соціальна допомога — 9,7 %, транспорт — 6,5 %.